# Snake Rattle 'n' Roll
Snake Rattle 'n' Roll is een platformspel dat ontwikkeld is door Rare. Het werd in juli 1990 voor het eerst uitgebracht, voor de Nintendo Entertainment System. Snake Rattle 'n Roll was een van de eerste platformspellen waarin gebruik werd gemaakt van een speelveld gebaseerd op isometrische projectie. Ondanks de innovatieve aard van het spel vielen de verkoopcijfers tegen.

## Ontvangst
| Beoordeeld door                | Jaar | Platform        | Score |
| ------------------------------ | ---- | --------------- | ----- |
| Computer and Video Games (CVG) | 1991 | NES             | 95%   |
| The DOS Spirit                 | 2011 | NES             | 92%   |
| Total!! UK Magazine            | 1992 | NES             | 90%   |
| NES Center                     | 2001 | NES             | 85%   |
| neXGam                         | 2011 | Sega Mega Drive | 80%   |
| Total! (Duitsland)             | 1995 | NES             | 80%   |
| Power Play                     | 1991 | NES             | 73%   |
| Video Games                    | 1991 | NES             | 72%   |
| Video Games                    | 1994 | Sega Mega Drive | 70%   |
| ASM (Aktueller Software Markt) | 1990 | NES             | 55%   |

## Vervolg
Aan het einde van dit spel geeft Rare een aanwezig dat het vervolg Snakes in Space zou gaan heten, maar dit spel werd nooit uitgebracht. Wel werd er voor de Game Boy een spel uitgebracht getiteld Sneaky Snakes.

## Trivia
- Het spel is opgenomen in het boek 1001 Video Games You Must Play Before You Die van Tony Mott.